# Sarsia loveni
Sarsia loveni är en nässeldjursart som först beskrevs av Michael Sars 1846.  Sarsia loveni ingår i släktet Sarsia, och familjen Corynidae. Arten är reproducerande i Sverige.